# Short track ai VI Giochi asiatici invernali
Le gare di short track ai VI Giochi asiatici invernali si sono svolte al Changchun Wuhuan Gymnasium di Changchun, in Cina, dal 29 al 31 gennaio 2007.

## Calendario
| H | Batterie | Q | Quarti di finale | S | Semifinali | F | Finali |

| Eventi↓/Date →             | 29 Lun | 29 Lun | 29 Lun | 30 Mar | 30 Mar | 30 Mar | 30 Mar | 31 Mer | 31 Mer | 31 Mer | 31 Mer |
| -------------------------- | ------ | ------ | ------ | ------ | ------ | ------ | ------ | ------ | ------ | ------ | ------ |
| 500 m maschili             |        |        |        | H      | Q      | S      | F      |        |        |        |        |
| 1000 m maschili            |        |        |        |        |        |        |        | H      | Q      | S      | F      |
| 1500 m maschili            | H      | S      | F      |        |        |        |        |        |        |        |        |
| Staffetta 5000 m maschile  |        |        |        | S      | S      | S      | S      | F      | F      | F      | F      |
| 500 m femminili            |        |        |        | H      | Q      | S      | F      |        |        |        |        |
| 1000 m femminili           |        |        |        |        |        |        |        | H      | Q      | S      | F      |
| 1500 m femminili           | H      | S      | F      |        |        |        |        |        |        |        |        |
| Staffetta 3000 m femminile | S      | S      | S      |        |        |        |        | F      | F      | F      | F      |

## Podi

### Uomini
| Evento                      | Oro                                                                               | Tempo    | Argento                                                | Tempo    | Bronzo                                                            | Tempo    |
| 500 m (dettagli)            | Hu Ze                                                                             | 42"042   | Song Kyung-taek                                        | 42"167   | Li Ye                                                             | 56"119   |
| 1000 m (dettagli)           | Ahn Hyun-soo                                                                      | 1'29"085 | Kim Hyun-kon                                           | 1'29"163 | Sui Baoku                                                         | 1'29"299 |
| 1500 m (dettagli)           | Sui Baoku                                                                         | 2'20"590 | Ahn Hyun-soo                                           | 2'20"679 | Li Ye                                                             | 2'21"131 |
| Staffetta 5000 m (dettagli) | Corea del Sud Song Kyung-taek Kim Hyun-kon Ahn Hyun-soo Lee Ho-suk Kim Byeong-jun | 6'44"839 | Cina Li Ye Sui Baoku Liu Xiaoliang Hu Ze Wang Hongyang | 6'52"078 | Giappone Junji Itō Satoru Terao Shinichi Tagami Satoshi Sakashita | 6'56"422 |

### Donne
| Evento                      | Oro                                                       | Tempo    | Argento                                                                     | Tempo    | Bronzo                                                | Tempo    |
| 500 m (dettagli)            | Wang Meng                                                 | 43"869   | Fu Tianyu                                                                   | 44"060   | Byun Chun-sa                                          | 45"278   |
| 1000 m (dettagli)           | Jin Sun-yu                                                | 1'33"042 | Wang Meng                                                                   | 1'33"115 | Jung Eun-ju                                           | 1'33"143 |
| 1500 m (dettagli)           | Jung Eun-ju                                               | 2'24"089 | Jin Sun-yu                                                                  | 2'24"124 | Wang Meng                                             | 2'24"408 |
| Staffetta 3000 m (dettagli) | Cina Wang Meng Fu Tianyu Zhu Mile Cheng Xiaolei Zhou Yang | 4'13"293 | Corea del Sud Jeon Ji-soo Byun Chun-sa Jung Eun-ju Jin Sun-yu Kim Min-jeong | 4'13"391 | Giappone Yuka Kamino Yuko Koya Ayuko Ito Satomi Sakai | 4'26"020 |

## Medagliere
| Posizione | Paese         | Oro | Argento | Bronzo | Totale |
| --------- | ------------- | --- | ------- | ------ | ------ |
| 1         | Cina          | 5   | 3       | 5      | 13     |
| 2         | Corea del Sud | 3   | 5       | 1      | 9      |
| 3         | Giappone      | 0   | 0       | 2      | 2      |
| Totale    | Totale        | 8   | 8       | 8      | 24     |